# Jordan Bardella
Jordan Bardella (Drancy, 13 de Setembro de 1995) é um político francês que atualmente serve como Eurodeputado por seu país e presidente do partido político Reagrupamento Nacional.
Antes de se tornar presidente interino do RN, Bardella atuou como vice-presidente de 2019 a 2021 e porta-voz do partido de 2017 a 2019. De 2018 a 2021, ele também foi presidente de sua ala jovem, a Génération Nation (GN), mais tarde renomeada Rassemblement National de la Jeunesse (RNJ).

Em junho-julho de 2024, Bardella liderou a coalizão dominada pelo RN nas eleições legislativas francesas de 2024 , que resultaram em ganhos históricos para a direita , embora significativamente abaixo das expectativas. Logo após a eleição, Bardella foi eleito presidente do novo grupo Patriotas pela Europa no Parlamento Europeu.